# Provinciehuis Boeverbos

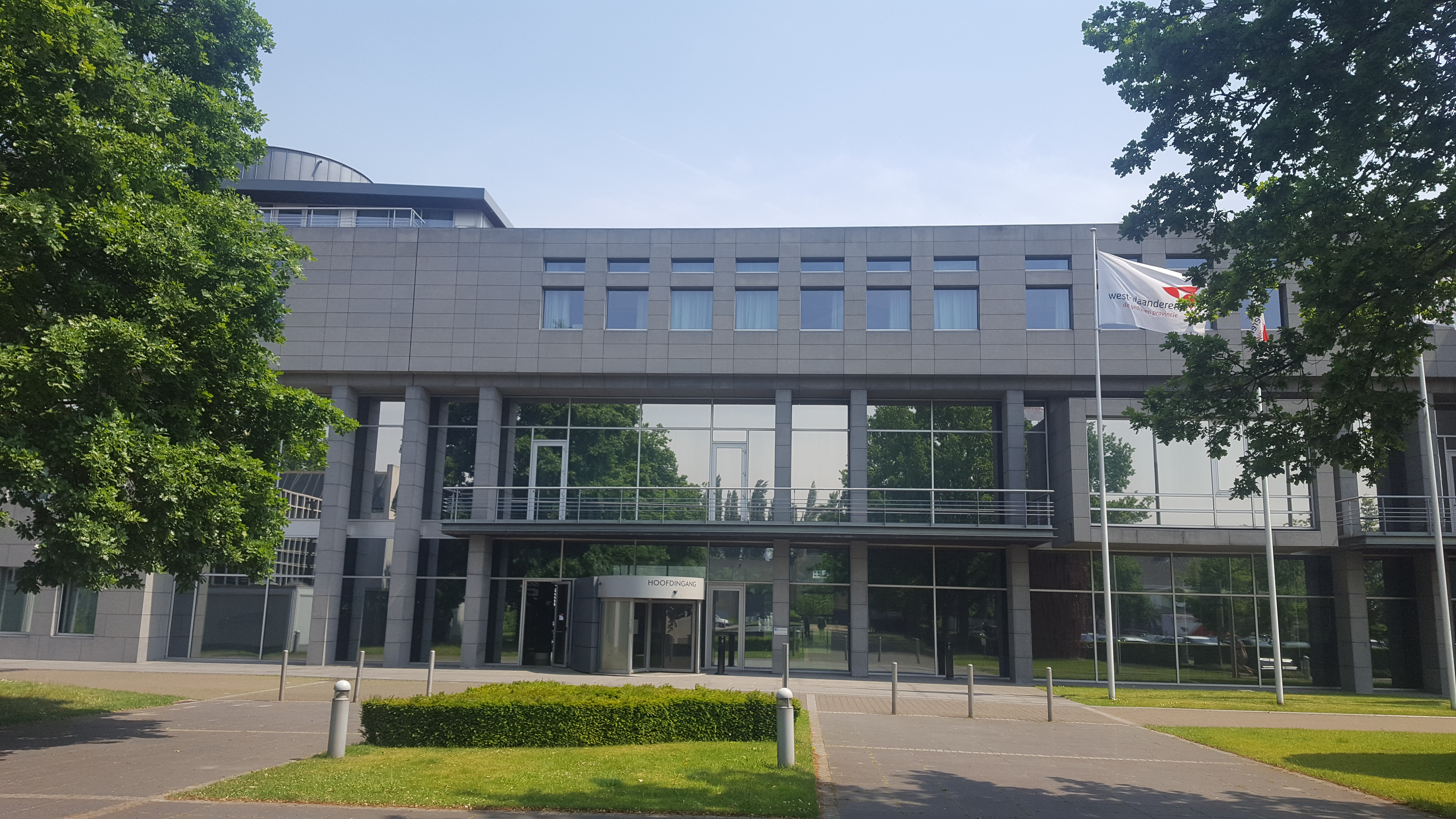
Voorzijde

Het Provinciehuis Boeverbos bevindt zich in de Belgische provinciehoofdstad Brugge en ligt in de deelgemeente Sint-Andries. In het provinciehuis zetelen het bestuur en de medewerkers van de provincie West-Vlaanderen.

## Ligging
Het ligt aan de Koning Leopold III-laan, een zijstraat van de Gistelse Steenweg/N367.
Het provinciehuis staat ligt op een voormalig kasteeldomein en wordt omgeven door een groenzone. Naar het westen ligt de Sint-Andreaskerk van Sint-Andries en het Jan Breydelstadion.

## Geschiedenis
Op de plaats van het provinciehuis lag vroeger een kasteeldomein met daarop het neogotische kasteel Oud Boeverbos. Dit kasteel werd in 1884 afgebroken.
In 1970 ontstond het plan om op het voormalige kasteeldomein de provinciale administratie te vestigen, die tot dan in het Provinciaal Hof op de Grote Markt zetelde. In 1974 werd het nieuwe provinciehuis gebouwd en in gebruik genomen. Het gebouw is naar het ontwerp van de architecten A. Goddeeris uit Marke en J. De Jaegere uit Brussel.
In 1997 breidde men het complex uit met een bestuursgebouw en in 1999-2000 werd het complex gerenoveerd.